# Citroën DS3
El Citroën DS3 és un supermini, produït pel constructor francès Citroën de 2009 a 2019 i llançat oficialment el gener del 2010. Este és el primer cotxe en la gamma DS (pronunciada déesse, en francès significant deessa) de Citroën. Es va donar a conèixer per primera vegada el cotxe de concepte al Citroën DS Inside. Mentre que la marca DS recorda explícitament el clàssic Citroën DS, el DS3 no té cap semblança amb el cotxe vell i no comparteix cap de les seves peculiaritats d'enginyeria.
El DS3 és un cotxe compacte que competeix contra els Opel Adam, Mini, Alfa Romeo MiTo i Audi A1.